# باربرا نوبل
باربرا نوبل (بالإنجليزية: Barbara Noble)‏ (1907 في المملكة المتحدة - 2001، إنجلترا في المملكة المتحدة)؛ روائية بريطانية.